# Trường Quốc gia Âm nhạc Huế
Trường Quốc gia Âm nhạc Huế là một cơ sở giáo dục chuyên về âm nhạc nhất là nhạc truyền thống Việt Nam. Trường hoạt động từ năm 1962 đến năm 1975 thì giải thể.

## Lịch sử
Địa điểm của Trường là nhà hát Duyệt Thị Đường trong Đại Nội, Huế.
Các giáo sư danh tiếng từng giảng dạy ở cơ sở này gồm có Trần Kích (nhã nhạc), Nguyễn Hữu Ba, Nguyễn Kế (ca Huế). Sinh viên do Trường đào tạo có những người thành tài như nhạc sĩ Hoàng Ngọc Quỳnh, Trần Quang Lộc.

### Giám đốc
- Văn Giảng: nhạc sĩ[3]
- Nguyễn Hữu Ba: nhạc sĩ[4]
- Trần Nhật Hiền[5]

### Nhân vật liên quan
- Nhạc sĩ Trần Quang Lộc
- Nhạc sĩ Lô Thanh
- Giáo sư Otto Söllner, Sau cuộc Tổng công kích Tết Mậu Thân[6] 1968, Söllner rời Việt Nam và định cư ở Freilassing.[7]